# 短型Mk 7型魚雷
短型Mk 7型魚雷是布利斯萊維特Mk 7型魚雷的變種型號，由華盛頓海軍工廠在1917年為配合特定魚雷管而生產。短型Mk 7型魚雷亦被稱為D型魚雷，它裝有一個空氣瓶(air flask)，這縮短了彈頭和減少彈頭重量。油箱和水缸被搬移至其他地方以有更大的空氣瓶容量，最後，油箱安裝在後方空氣瓶艙壁中，而水缸則安裝在魚雷後方。短型Mk 7型魚雷較Mk 7型魚雷輕590磅和短58寸。空氣、燃料和水缸的容量約為Mk 7型魚雷的三分之一。短型Mk 7型魚雷從來沒投入大量生產。